# Kolešov (Pšov)

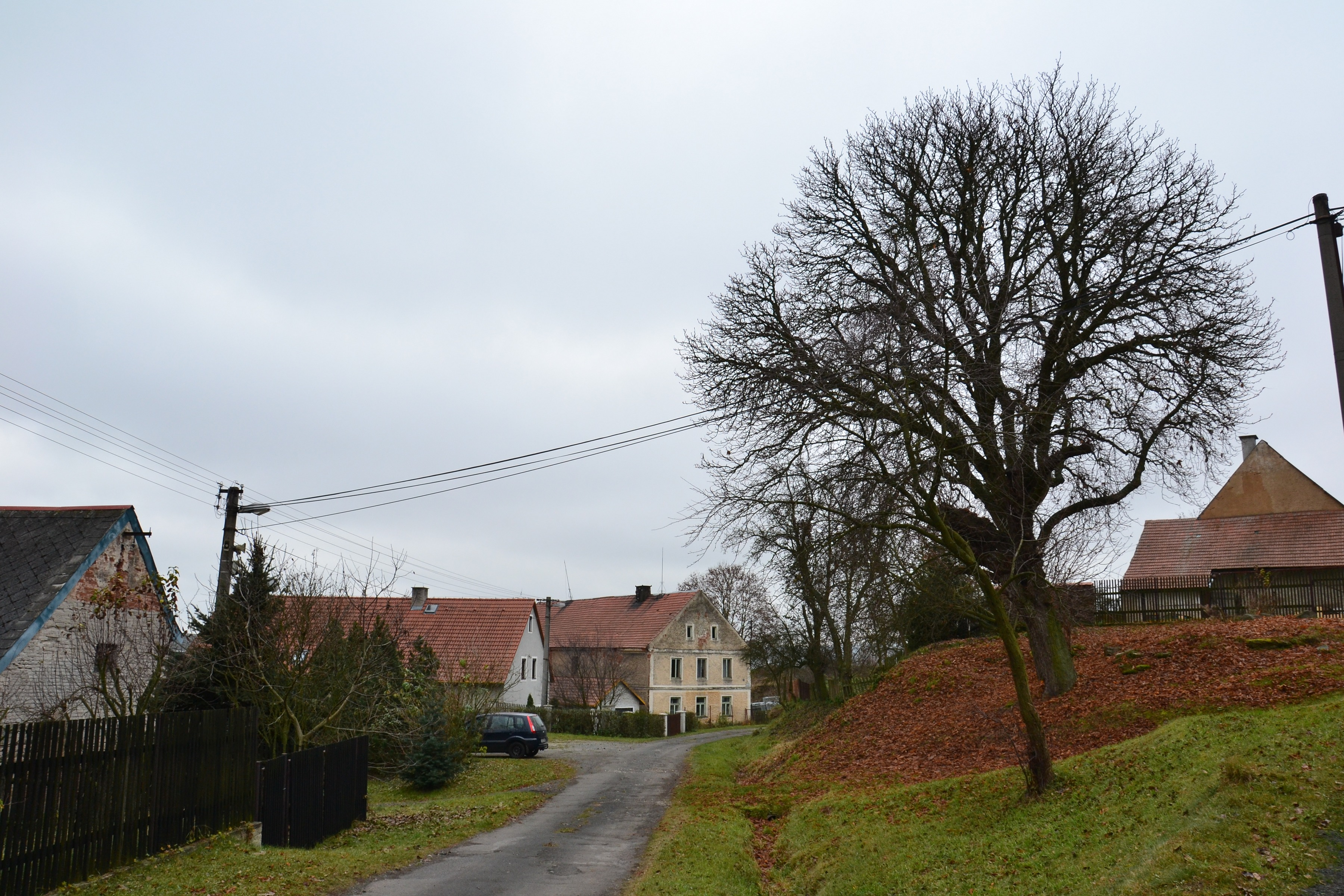
Dorfplatz in Kolešov

Kolešov  (deutsch Kolleschau) ist ein Ortsteil der Gemeinde Pšov in Tschechien. Er liegt vier Kilometer südöstlich von Žlutice und gehört zum Okres Karlovy Vary.

## Geographie
Kolešov befindet sich im Tepler Hochland am östlichen Hang des Hügels Na Vršku (581 m). Nordöstlich erhebt sich der Vladař (693 m) und im Nordwesten der Nevděk (630 m).
Nachbarorte sind Strahovský Mlýn und Záhořice im Norden, Vladořice im Nordosten, Bohuslav und Radotín im Osten, Močidlec und Víska im Südosten, Novosedly im Süden, Pšov im Südwesten, Kobylé im Westen sowie Hradský Dvůr und Žlutice im Nordwesten.

## Geschichte
Die erste schriftliche Erwähnung des Dorfes stammt aus dem Jahre 1239 als Sitz des Vladiken Nekmír von Kolešov, der bis 1252 nachweisbar ist. Nachfolgend war der Ort Sitz verschiedener Vladikengeschlechter.
Bis etwa 1784 gehörte die Pfarrei Kolleschau zur Kirche St. Peter und Paul in Luditz, später dann zur Kirche Maria Himmelfahrt in Kobyla / Kobylé. 
Auf der Grundlage des Gemeindegesetzes vom 17. März 1849 wurde Kolleschau / Kolešov  1850 eine selbständige politische Gemeinde im Bezirk Luditz. Im Jahre 1890 bestand Kolleschau aus 13 Häusern und hatte 51 deutschsprachige Einwohner. 1930 hatte das Dorf 57 Einwohner. Nach dem Münchner Abkommen wurde Kolleschau 1938 dem Deutschen Reich zugeschlagen und bis 1945 gehörte das Dorf zum Landkreis Luditz. 1939 hatte Kolleschau 55 Einwohner. Nach dem Ende des Krieges kam Kolešov zur Tschechoslowakei zurück und wurde 1949 als Ortsteil von   Močidlec in den Okres Toužim eingeordnet. Am 1. Jänner 1961 erfolgte die Eingemeindung nach   Pšov, gleichzeitig wurde das Dorf Teil des Okres Karlovy Vary. Kolešov ist heute ein Erholungsort, der größte Teil der Häuser wird als Feriendomizil genutzt. 1991 hatte der Ort 6 Einwohner. Im Jahre 2001 bestand das Dorf aus 3 Wohnhäusern, in denen 4 Menschen lebten.
Von der ursprünglichen Bebauung  blieben nur 4 Häuser (ehemalige Nummern: 6, 8, 9 und 10) erhalten, die anderen wurden abgerissen. Die Neubauten erhielten den Nummernzusatz ev.

## Sehenswürdigkeiten
- Kapelle